# Xyris roycei
Xyris roycei är en gräsväxtart som beskrevs av Norman Arthur Wakefield. Xyris roycei ingår i släktet Xyris och familjen Xyridaceae. Inga underarter finns listade i Catalogue of Life.